# Josef Türtscher

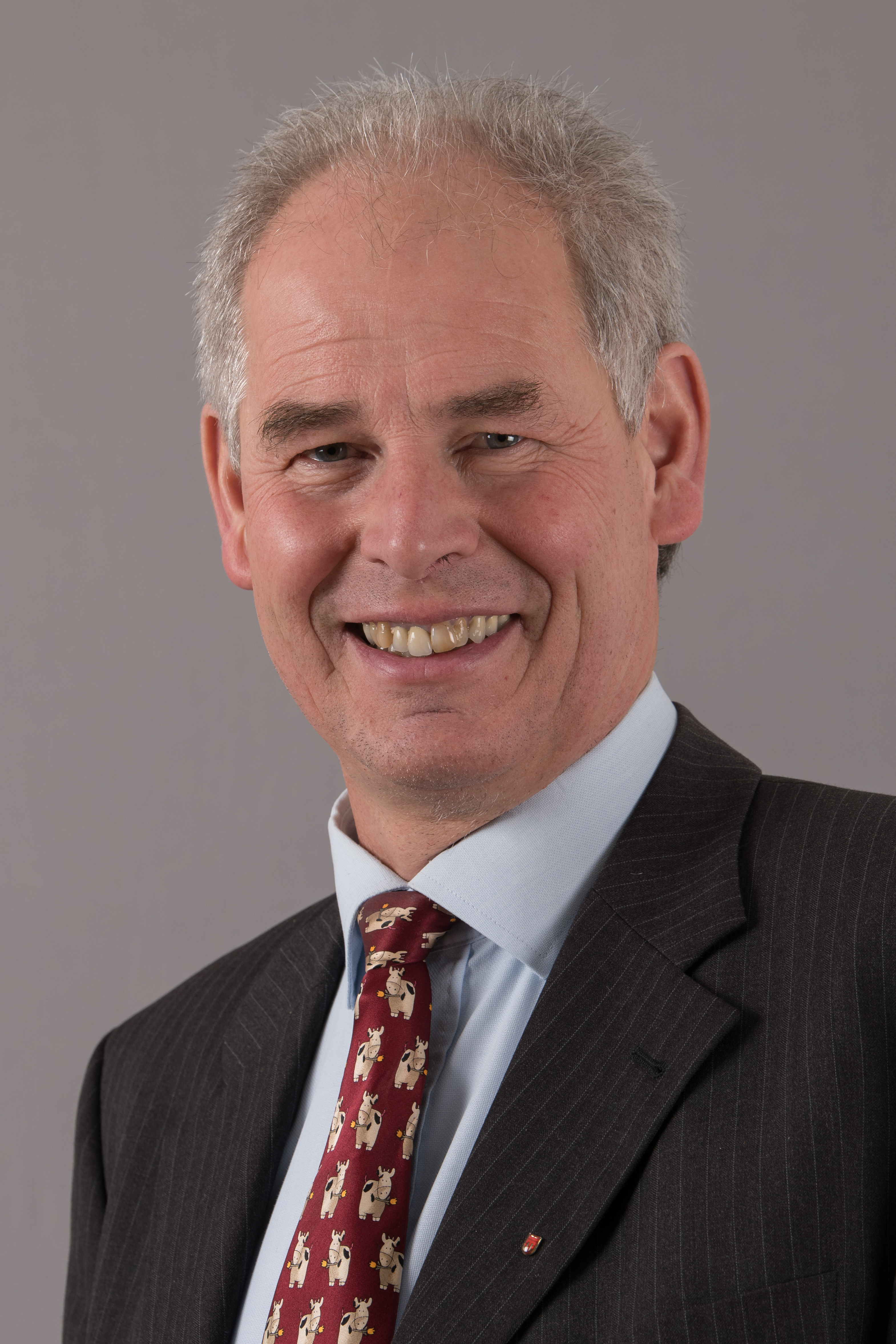
Josef Türtscher (2017)

Josef Türtscher (* 14. Juli 1960 in Sonntag-Buchboden) ist ein österreichischer Bergbauer und Politiker (ÖVP). Er lebt in Sonntag und vertrat die ÖVP von 1994 bis 2019 im Vorarlberger Landtag. Türtscher ist verheiratet und Vater von fünf erwachsenen Töchtern. 

## Leben und Wirken
Türtscher absolvierte die Landwirtschaftliche Fachschule am Bäuerlichen Schul- und Bildungszentrum für Vorarlberg in Hohenems und schloss seine Ausbildung als Landwirtschaftsmeister ab. Zudem  erlernte er den Beruf des Kellners. Er engagiert sich seit 1983 in der Politik und war Landesobmann der Jungbauern-Landjugend. 1986 folgte seine Wahl zum Kammerrat in der Landwirtschaftskammer Vorarlberg, dieses Mandat übte er bis zum Jahr 2016 aus. Zudem ist er Obmann der Regionalplanungsgemeinschaft Großes Walsertal seit dem Jahr 1997.
Nach der Landtagswahl in Vorarlberg 1994 wurde Türtscher am 4. Oktober 1994 erstmals als Abgeordneter zum Vorarlberger Landtag angelobt. Im Rahmen der Landtagswahlen 1999, 2004, 2009 und 2014 wurde Türtscher jedes Mal wiedergewählt und war zuletzt einer der drei Mandatare der Vorarlberger Volkspartei aus dem Wahlbezirk Bludenz. 
Im Landtag war Josef Türtscher Bereichssprecher des ÖVP-Landtagsklubs für die Themen Landwirtschaft und Familie. Zudem leitete Türtscher im Landtag der 30. Gesetzgebungsperiode als Obmann den Energiepolitischen Ausschuss und war Obmann-Stellvertreter des Landwirtschaftlichen Ausschusses. Josef Türtscher war zuletzt mit seiner mehr als 25-jährigen Amtszeit als Landtagsabgeordneter gemeinsam mit Ernst Hagen von der FPÖ, der ebenfalls am 4. Oktober 1994 in den Landtag eingetreten ist, der dienstälteste Abgeordnete im Vorarlberger Landtag. Nach der Landtagswahl 2019, bei der Türtscher nicht mehr kandidiert hatte, schied er mit der Angelobung der neuen Landtagsabgeordneten am 6. November 2019 aus dem Landtag aus.